# العلاقات السريلانكية السيشلية
العلاقات السريلانكية السيشلية هي العلاقات الثنائية التي تجمع بين سريلانكا وسيشل.

## مقارنة بين البلدين
هذه مقارنة عامة ومرجعية للدولتين:
| وجه المقارنة                                              | سريلانكا                         | سيشل                                                |
| --------------------------------------------------------- | -------------------------------- | --------------------------------------------------- |
| المساحة (كم2)                                             | 65.61 ألف                        | 459                                                 |
| عدد السكان (نسمة)                                         | 21.44 مليون                      | 95.84 ألف                                           |
| الكثافة السكانية (ن./كم²)                                 | 326.78                           | 20.88 ألف                                           |
| العاصمة                                                   | سري جاياواردنابورا كوتي، كولمبو  | فيكتوريا                                            |
| اللغة الرسمية                                             | اللغة السنهالية، اللغة التاميلية | لغة فرنسية، لغة إنجليزية، اللغة الكريولية السيشيلية |
| العملة                                                    | روبية سريلانكي                   | روبية سيشلية                                        |
| الناتج المحلي الإجمالي (بليون دولار)                      | 87.17 مليار                      | 1.49 مليار                                          |
| الناتج المحلي الإجمالي (تعادل القوة الشرائية) بليون دولار | 246.62 مليار                     | 2.54 مليار                                          |
| الناتج المحلي الإجمالي الاسمي للفرد دولار أمريكي          | 3.93 ألف                         | 15.48 ألف                                           |
| الناتج المحلي الإجمالي للفرد دولار أمريكي                 | 11.11 ألف                        | 26.42 ألف                                           |
| مؤشر التنمية البشرية                                      | 0.757                            | 0.772                                               |
| رمز المكالمات الدولي                                      | +94                              | +248                                                |
| رمز الإنترنت                                              | .lk،                             | .sc                                                 |
| المنطقة الزمنية                                           | ت ع م+05:30                      | ت ع م+04:00                                         |

## منظمات دولية مشتركة
يشترك البلدان في عضوية مجموعة من المنظمات الدولية، منها:
| علم المنظمة | اسم المنظمة                               | تاريخ انضمام سريلانكا | تاريخ انضمام سيشل |
| ----------- | ----------------------------------------- | --------------------- | ----------------- |
|             | يونسكو                                    | 14 نوفمبر 1949        | 18 أكتوبر 1976    |
|             | وكالة ضمان الاستثمار متعدد الأطراف        | 27 مايو 1988          | 15 سبتمبر 1992    |
|             | الأمم المتحدة                             | 14 ديسمبر 1955        | 21 سبتمبر 1976    |
|             | دول الكومنولث                             | 1948                  | 1976              |
|             | الاتحاد البريدي العالمي                   | ?                     | ?                 |
|             | البنك الدولي للإنشاء والتعمير             | 29 أغسطس 1950         | 29 سبتمبر 1980    |
|             | الاتحاد الدولي للاتصالات                  | 1897                  | 17 سبتمبر 1999    |
|             | منظمة حظر الأسلحة الكيميائية              | ?                     | 29 أبريل 1997     |
|             | مؤسسة التمويل الدولية                     | 20 يوليو 1956         | 11 يونيو 1981     |
|             | المركز الدولي لتسوية المنازعات الاستشارية | 11 نوفمبر 1967        | 19 أبريل 1978     |
|             | منظمة الشرطة الجنائية الدولية             | ?                     | 1 سبتمبر 1977     |

## وصلات خارجية
- موقع وزارة الخارجية السريلانكية
- موقع وزارة الخارجية السيشلية